# ワリド・キヤー
ワリド・キヤー（Walide Khyar、1995年6月9日- ）は、フランスのボンディ出身の柔道家。階級は60kg級と66㎏級。身長165cm。

## 人物
2011年にヨーロッパカデ選手権の50kg級で2位になった。続くヨーロッパユースオリンピックフェスティバルでは優勝して将来を期待され始めた。しかしながら、2012年11月にフランスジュニアチームの一員として来日した際に、他の12名とともに都内のスポーツ用品店で集団万引き行為を犯して、国外退去処分となった。フランス柔道連盟はこの件でキヤーらを1年間に及ぶ国内外の試合への出場停止処分を科すことに決定した。復帰後の2014年にはヨーロッパジュニアの60kg級で3位となった。2015年にはヨーロッパジュニアで優勝すると、世界ジュニアでは3位になった。2016年には地元のグランドスラム・パリで志々目徹に合技で敗れるも3位となった。さらにヨーロッパ選手権では決勝でアゼルバイジャンのオルハン・サファロフと対戦すると、有効と技ありを先取されながら得意の裏投げで逆転勝ちして優勝を飾った。
世界ランク上位選手が集まるワールドマスターズでは5位だった。一方で、国内のライバルであるヴァンサン・リマールがこの大会で元世界チャンピオンの高藤直寿と世界ランキング1位である金源鎮を立て続けに破って2位になり、キヤーが持っていないオリンピックのシード権を得たことから、どちらがリオデジャネイロオリンピック代表に選ばれるか注目されたものの、結局フランス柔道連盟はキヤーの方を選んだ。しかしながら、リオデジャネイロオリンピックでは2回戦で地元ブラジルのフェリペ・キタダイに有効で敗れた。2021年の世界選手権では5位だった。東京オリンピックには出場できなかった。その後階級を66㎏級に上げると、グランドスラム・パリで3位になった。2023年の世界選手権では準決勝でオリンピックチャンピオンの阿部一二三に敗れるも3位になった。2024年に地元で開催されたパリオリンピックでは5位だった。
IJF世界ランキングは1371ポイント獲得で22位(25/6/2現在)。

## 主な戦績
- 2011年 - ヨーロッパカデ選手権　2位(50kg級)
- 2011年 - ヨーロッパユースオリンピックフェスティバル　優勝(50kg級)

60㎏級での戦績
- 2014年 - ヨーロッパジュニア　3位
- 2015年 - アフリカオープン・チュニス　2位
- 2015年 - ユニバーシアード　7位
- 2015年 - ヨーロッパジュニア　優勝
- 2015年 - 世界ジュニア　3位
- 2015年 - グランプリ・青島　3位
- 2016年 - グランドスラム・パリ　3位
- 2016年 - ヨーロッパ選手権　優勝
- 2016年 - ワールドマスターズ　5位
- 2018年 -　グランプリ・チュニス　優勝
- 2019年 - ヨーロッパオープン・ワルシャワ　3位
- 2019年 - グランプリ・トビリシ　2位
- 2019年 -　グランドスラム・アブダビ　2位
- 2021年 -　グランドスラム・アンタルヤ　2位
- 2021年 -　世界選手権　5位

66㎏級での戦績
- 2021年 -　グランドスラム・パリ　3位
- 2022年 -　ヨーロッパオープン・マドリード　優勝
- 2022年 -　ワールドマスターズ 3位
- 2023年 -　グランドスラム・タシケント　3位
- 2023年 -　世界選手権　3位
- 2023年 - ヨーロッパ選手権 3位
- 2024年 -　グランドスラム・アンタルヤ　3位
- 2024年 - パリオリンピック　5位
- 2025年 - グランドスラム・パリ　3位
- 2025年 - ヨーロッパ選手権　3位
- 2025年 - 世界選手権　5位

(出典、JudoInside.com)